# Drusilla alutacea
Drusilla alutacea – gatunek chrząszcza z rodziny kusakowatych i podrodziny Aleocharinae.
Gatunek ten opisany został w 1901 roku przez Edmunda Reittera.
Chrząszcz palearktyczny, wykazywany z Turkmenistanu, Kazachstanu, Tadżykistanu, Uzbekistanu oraz irańskich ostanów Chorasan-e Razawi i Mazandaran.